# Otxarkoaga-Txurdinaga

Ubicació d'Otxarkoaga-Txurdinaga

Otxarkoaga-Txurdinaga és un districte de Bilbao, que comprèn els barris d'Otxarkoaga i Txurdinaga. Té una superfície de 38,99 kilòmetres quadrats i una població de 29.140 habitants (2007). Limita al nord amb Derio i Zamudio, a l'oest amb el districte d'Uribarri, al sud amb el de Begoña i a l'est amb Etxebarri.

## Història
Històricament aquests dos barris formaven part de l'elizate de Begoña. S'hi conreava vinya per a la fabricació de txacolí, i d'aquest fet prové un dels gentilicis comuns per als begoñesos, Matxorris, provinent de Mahats (raïm) + orri (fulla).
Si bé Otxarkoaga i Txurdinaga formen part del mateix districte, històricament han estat dos barris diferenciats. El primer es va construir en la dècada dels 60 per acollir els barraquistes que poblaven les faldilles de les muntanyes que envolten Bilbao, mentre el disseny de Txurdinaga obeeix a un urbanisme i serveis més acurats, amb habitatges més amplis i en alguns casos aixecats per cooperatives formades per treballadors del mateix gremi. A més, la construcció vertical ha permès dotar aquest barri bilbaí de parcs amplis i una de les majors zones verdes de Bilbao: el parc d'Europa, obert el 1988.
La construcció d'Otxarkoaga va ser, a més, objecte de la realització d'un curtmetratge dirigit per Jordi Grau i Solà i titulat "Ocharcoaga"; que va ser restaurat i estrenat al Teatre Arriaga de Bilbao i al centre cívic del barri el 2008.

## Llocs d'interès
Com que és un districte eminentment residencial es troba fora dels circuits turístics habituals de Bilbao i no té atractius per al visitant. En qualsevol cas, un dels llocs més freqüentats pels veïns és el parc d'Europa, pulmó verd de la zona, on s'erigeix un monument en record del polític gallec Alfonso Daniel Rodríguez Castelao. A Txurdinaga s'hi troben els jardins de Leah Hanning, en honor d'aquesta parlamentària laborista que, durant la Guerra Civil Espanyola, va treballar perquè el Regne Unit acollís més de 4000 nens i nenes que escapaven del conflicte bèl·lic.

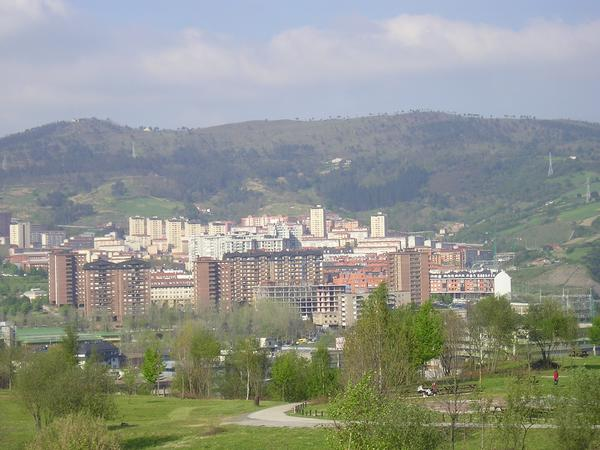
Txurdinaga en primer pla i Otxarkoaga-edificis de color clar-al fons

El mateix barri d'Otxarkoaga pot resultar atractiu per a persones interessades en l'arquitectura i urbanisme de l'època desenvolupista. El 2008 Rufino Basañez, Julián Larrea i Esteban Gárate van ser guardonats amb el Premi Habitatges Municipals de Bilbao per la seva participació, entre altres projectes, en la construcció del polígon d'Otxarkoaga. Endemés, un any abans, en 2007 el bloc de viviendes socials del número 14A de l'avinguda Jesús Galíndez, obra dels arquitectes Sandra Gorostiza i David Torres, fou premiat pel Col·legi Oficial d'Arquitectes Basco-Navarrès.
El punt d'unió d'ambdós barris és la intersecció entre les avingudes Jesús Galíndez, Pau Casals i Doctor Ornilla, una antiga cruïlal de carrers que ha estat transformada en uns petits jardins i plaça, amb jocs de llum i aigua, adoptant una solució arquitectònicament interessant per al talús que plana sobre l'espai públic. Aquest projecte, obra de l'estudi ACXT, ha estat objecte de reconeixement per part dels mitjans especialitzats, fins i tot internacionals.
La reforma del talús, una obra de 5 milions d'euros i 35 mesos de feina, fou inaugurada el 5 de maig de 2009 per l'alcalde Iñaki Azkuna. Aquest mateix any més aquest projecte va quedar semifinalista de la V Biennal Europea de Paisatge de Barcelona i va ser nominat als premis enorme d'arquitectura.
A més, el barri d'Otxarkoaga compta amb un monument en honor de Karl Marx i a Vladímir Lenin a la plaça Kepa Enbeita.
El districte 3 fa frontera amb la Muntanya Avril, zona ideal per al senderisme en què, a través de diverses rutes, poden observar diferents vistes sobre els barris de Txurdinaga i Otxarkoaga, així com el mar des d'algun dels seus berenadors.

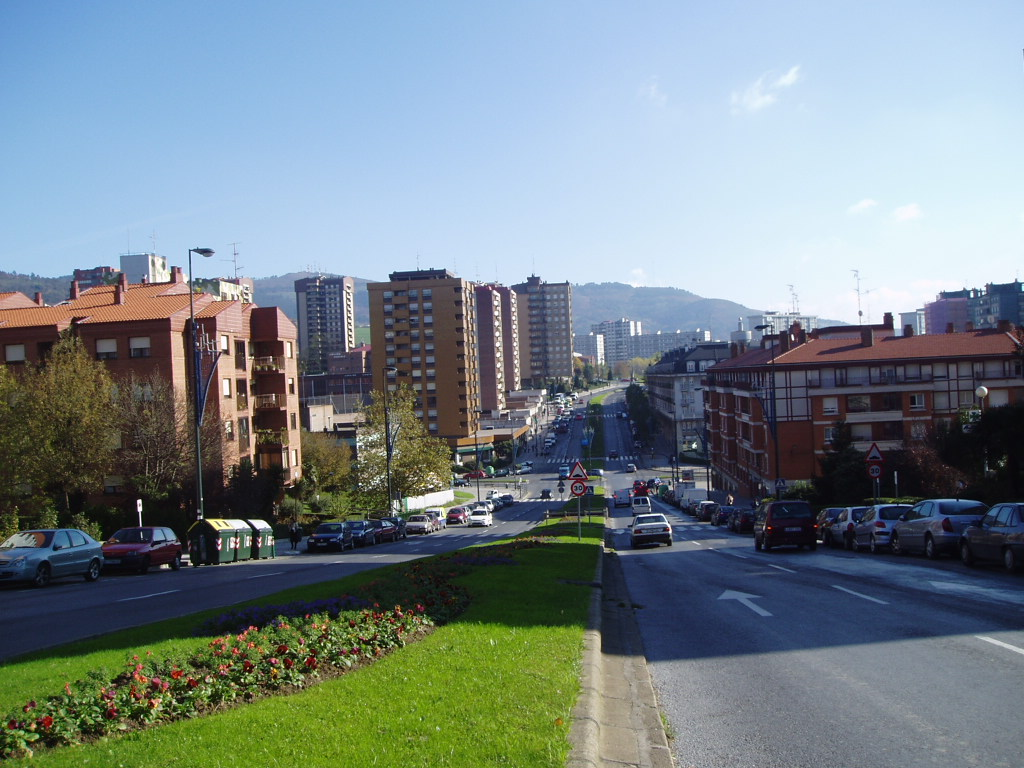
Avinguda Txomin Garat.

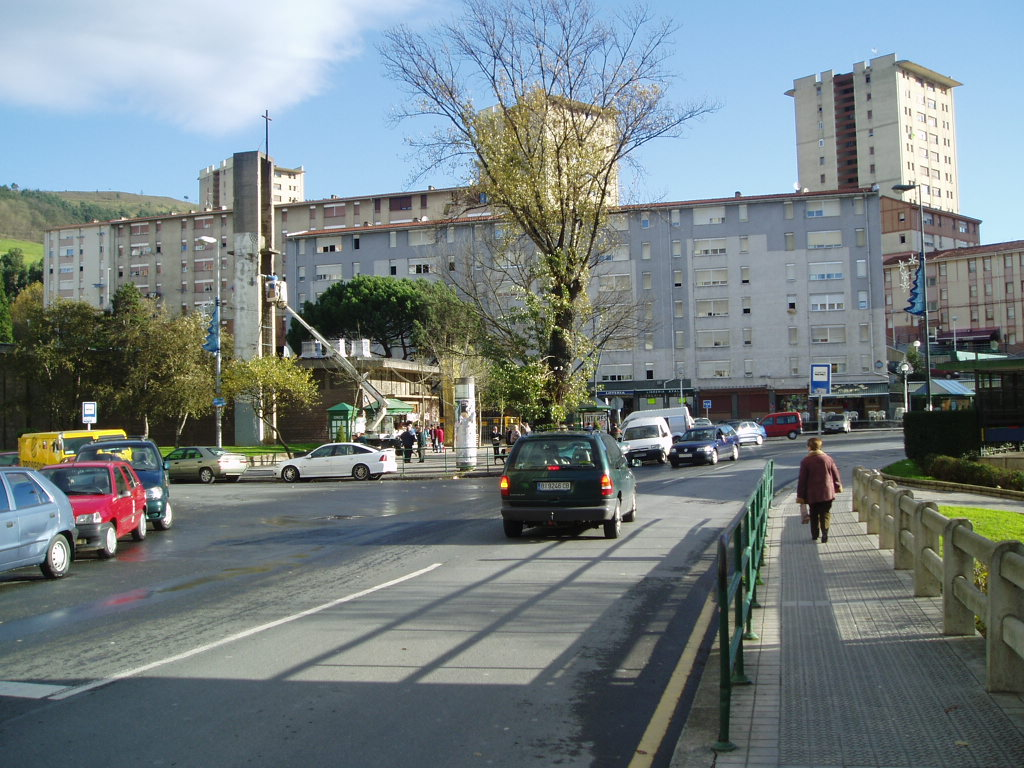
Plaça Kepa Enbeita "Urretxindorra", a Otxarkoaga

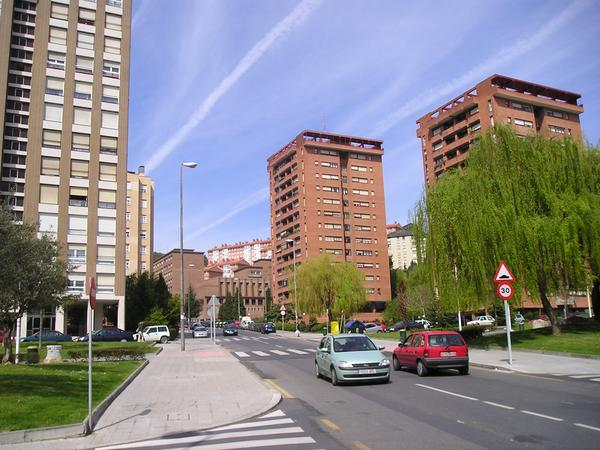
Avinguda Gabriel Aresti, a TXurdinaga

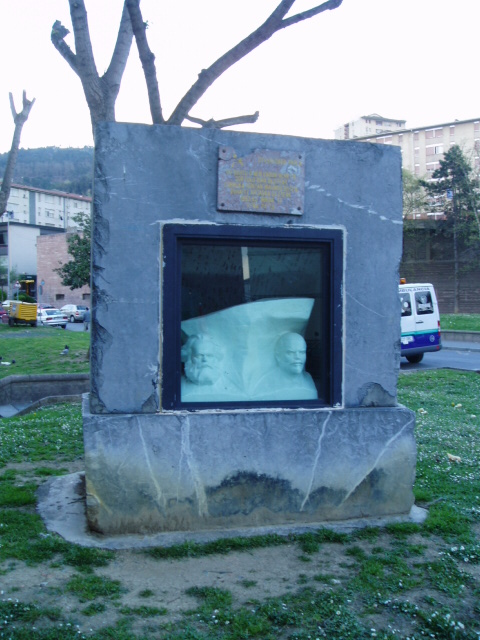
Monument a Karl Marx (esquerra) i Vladímir Lenin (dreta) al barri d'Otxarkoaga.

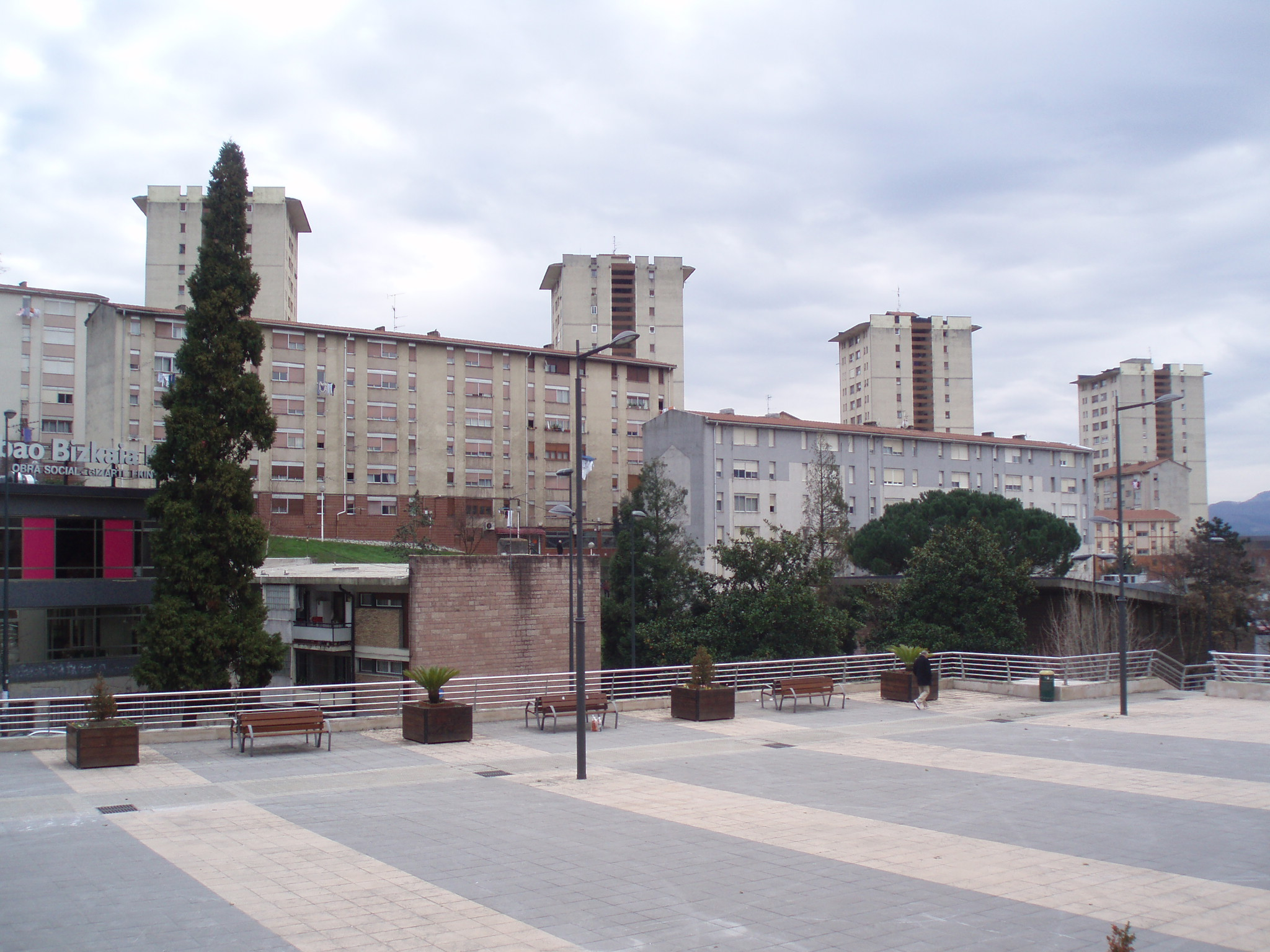
Vista parcial d'Otxarkoaga.

## Transport
Aquest districte està connectat amb la resta de la ciutat, mitjançant el servei d'autobusos urbans de Bilbao (Bilbobus), interurbans (Bizkaibus), i els taxis.

### Carrils-bici
El 2009 l'Ajuntament de Bilbao procedirà a habilitar 6,6 km de carril-bici al districte 3. D'aquesta manera els veïns podran traslladar amb bicicleta fins als principals punts del barri, així com a l'estació de metro i ferrocarril de Bolueta.
L'únic punt de préstec gratuït de bicicletes del districte és al costat del centre cívic d'Otxarkoaga.

### Línies d'autobús
| Línia  | Recorregut                                             | Freqüència (minuts) |
| ------ | ------------------------------------------------------ | ------------------- |
| 03     | Plaza Circular - Otxarkoaga                            | 10´                 |
| 13     | San Ignazio - Txurdinaga                               | 12´                 |
| 30     | Txurdinaga - Miribilla                                 | 15´                 |
| 34     | Otxarkoaga - Santutxu                                  | 30´                 |
| 38     | Otxarkoaga - Termibús                                  | 15´                 |
| 43     | Garaizar - Santuchu                                    | 30´                 |
| G2     | Otxarcoaga - Plaza Circular                            | 30´                 |
| A-3631 | Bilbao - Galdakao per Begoña                           | 20´                 |
| A-2321 | Santutxu - Euskal Herriko Unibertsitatea per autopista | 30´                 |

### Metro
Està previst que en 2012 entri en servei la nova Línia 3 del metro de Bilbao, que comptarà amb dues estacions al districte. Una a Otxarkoaga, sota la plaça Kepa Enbeita i la segona a Txurdinaga, als jardins de Garai. Aquesta nova infraestructura permetrà als veïns d'Otxarkoaga i Txurdinaga arribar en menys de 10 minuts al centre de Bilbao. Fins aleshores, l'entrada al metro més propera és la del carrer Zabalbide, que correspon a l'estació de Santutxu.
Pel que fa al ferrocarril, l'estació més propera és la de Bolueta, per la qual passen trens amb destinació Bermeo i Sant Sebastià, passant per Durango.

## Personatges il·lustres
- José Pedro Roseiro (Pepe Extremadura): cantant[12] i autor, entre d'altres, de l'himne de la candidatura de Càceres per a capital europea de la cultura en 2016.[13]
- Nuria Orbea: soprano. Guanyadora de concursos internacionals de cant i solista en festivals de repercussió internacional d'Àustria, Alemanya, França, Portugal.[14]
- Óscar Javier Tabuenka Berges (1971): Jugador de l'Athletic Club de Bilbao.
- Rodolfo Ares Taboada (1954): polític del Partit Socialista d'Euskadi-Euskadiko Ezkerra i conseller d'Interior del Govern Basc.
- Urtzi Urrutikoetxea (1977): periodista i escriptor.